# Albert Ball
Albert Ball VC, DSO & 2 bar, MC (14. srpen 1896 – 7. květen 1917) byl anglické letecké eso, účastnící se 1. světové války, držitel Viktoriina kříže, nejvyššího vyznamenání za udatnost „tváří v tvář nepříteli“ udělovaného členům britských nebo koloniálních ozbrojených sil a jako 1. ze 2 pilotů (Edward Mannock) byl vyznamenán třikrát Řádem za vynikající službu. V době své smrti byl vedoucím spojeneckým esem se 44 sestřely. Překonával ho pouze německý stíhač Manfred von Richthofen. Na konci války byly jeho výsledky stále na špici. Mezi stíhači britských ostrovů celkově zaujal 4. místo. Před ním byli pouze Edward Mannock (61 s.), James McCudden (57 s.), a George McElroy (47 s.).
Ball vyrůstal v Nottinghamu v Anglii. Po vypuknutí války se přihlásil do armády a dostal se k jednotce Sherwood Foresters. V říjnu 1914 byl povýšen na poručíka. Ball si začal dělat letecký průkaz ve svém volném čase, až konečně v říjnu 1915 obdržel leteckou licenci. Brzy byl přesunut ke Královskému leteckému sboru (RFC) a do Central Flying School, kde obdržel svá pilotní křidélka 26. ledna 1916. V únoru 1916 byl zařazen k 13. peruti RFC v Marieux ve Francii. Létal pouze průzkumné lety, dokud nebyl v květnu zařazen k 11. peruti RFC a poté v srpnu k 60. peruti RFC. Od května až do jeho návratu do Anglie v říjnu nasbíral velké množství vzdušných vítězství, obdržel dvě ze svých Řádů za vynikající službu a stal se prvním anglickým leteckým esem v očích veřejnosti. Během své dovolené se zasnoubil s Fionou Tailorovou. Ball se horlivě snažil co nejdříve opět dostat do vzduchu, až konečně mu bylo v dubnu 1917 vyhověno. Byl zařazen k 56. peruti RFC, která byla poslána na frontu do Francie 7. dubna. Ball pokračoval v navyšování počtů vítězství, až do osudného 7. května 1917, kdy havaroval se svým letadlem na francouzském území. Na jeho počest existuje několik památek v Nottinghamu, tedy socha a památeční deska zasazená v zemi v Nottinghamském hradě.